# Парагвай на летних Олимпийских играх 1968
Парагвай принимал участие в летних Олимпийских играх 1968 года в Мехико (Мексика) в первый раз за свою историю, но не завоевал ни одной медали. В соревнованиях рапиристов принял участие Родольфо да Понте. Его соперниками на первом групповом этапе (8 группа) были австриец Роланд Лозерт, будущий бронзовый призёр француз Даниэль Ревеню, австралиец Расселл Хобби, американец Джеффри Чекес и ливанец Сухель Айюб. Родольфо уступил во всех поединках с общим счётом 11:25. В итоговом протоколе он разделил 61-е место с пуэрториканцем Хосе Мигелем Пересом, аргентинцем Орландо Наннини и венесуэльцем Феликсом Пиньеро. Он тренировался под руководством отца Родольфо Итало да Понте.